# Alessandro Bisolti
Alessandro Bisolti (Gavardo, 7 de marzo de 1985) es un ciclista italiano.

## Palmarés
2006 (como amateur)
- Giro del Valle de Aosta

## Resultados en Grandes Vueltas
| Carrera | Carrera         | 2009 | 2010 | 2011 | 2012 | 2013 | 2014 | 2015 | 2016 | 2017 | 2018 | 2019 | 2020 | 2021 | 2022 | 2023 |
| ------- | --------------- | ---- | ---- | ---- | ---- | ---- | ---- | ---- | ---- | ---- | ---- | ---- | ---- | ---- | ---- | ---- |
|         | Giro de Italia  | —    | 74.º | —    | —    | —    | —    | 49.º | 81.º | —    | —    | —    | 90.º | —    | —    | —    |
|         | Tour de Francia | —    | —    | —    | —    | —    | —    | —    | —    | —    | —    | —    | —    | —    | —    | —    |
|         | Vuelta a España | —    | —    | —    | —    | —    | —    | —    | —    | —    | —    | —    | —    | —    | —    | —    |

—: no participa

Ab.: abandono